# Mary Ann Gomes
Mary Ann Gomes (bengalisch মেরি অ্যান গোমেস; * 19. September 1989 in Kalkutta, Westbengalen) ist eine indische Schachspielerin. Sie trägt den Titel Großmeister der Frauen (WGM).

## Leben
Ihr erstes Schachturnier war 1998 die indische U9-Meisterschaft. 2003 und 2004 nahm sie an U16-Schacholympiaden teil. 2005 gewann sie die asiatische U16-Meisterschaft der weiblichen Jugend in Namangan, Usbekistan. Sie trainiert seit 2005 in der Dibyendu Barua Chess Academy in Kolkata. Bei der U18-Weltmeisterschaft der weiblichen Jugend 2006 in Batumi belegte sie den dritten Platz. Die asiatischen Jugendmeisterschaften (weiblich) gewann sie 2006 in Neu-Delhi, 2007 in Mumbai und 2008 in Chennai. 
Im August 2005 erhielt sie den Titel Internationaler Meister der Frauen (WIM). Die Normen hierfür erzielte sie im Januar 2005 beim 3. Internationalen Parsvnath-Turnier in Delhi, im Mai 2005 in Bangalore bei ihrer ersten Teilnahme an einer indischen Fraueneinzelmeisterschaft, bei der sie hinter Nisha Mohota den zweiten Platz belegte, sowie durch den Gewinn der asiatischen U16-Meisterschaft der Mädchen im Juni 2005 in Namangan. Seit Juni 2008 trägt sie den Titel Großmeister der Frauen (WGM). Die Normen hierfür erzielte sie im April 2006 in der A-Gruppe der 32. indischen Fraueneinzelmeisterschaft in Visakhapatnam sowie durch den Gewinn der asiatischen Juniorinnenmeisterschaften 2006 und 2007. Sie ist nach Nisha Mohota die zweite Frau aus Bengalen, die den Frauengroßmeistertitel erhalten hat. Im Januar 2015 liegt sie auf dem sechsten Platz der indischen Elo-Rangliste der Frauen.

## Nationalmannschaft
Mit der indischen Frauenmannschaft nahm Mary Ann Gomes an den Schacholympiaden 2006, 2008 (jeweils als Reservespielerin), 2012 und 2014 teil. Bei der Schacholympiade 2008 in Dresden erhielt sie eine individuelle Silbermedaille für ihr Ergebnis von 6 aus 8. An der Mannschaftsweltmeisterschaft der Frauen nahm sie 2009 und 2013 teil und erreichte 2013 das drittbeste Ergebnis am vierten Brett.
Bei asiatischen Mannschaftsmeisterschaften der Frauen spielte sie 2005, 2009 (in der zweiten Mannschaft), 2012 und 2014. Mit der Mannschaft erreichte sie 2005, 2012 und 2014 den zweiten Platz, in der Einzelwertung erzielte sie 2005 das zweitbeste und 2014 das drittbeste Ergebnis am vierten Brett.